# Штефа
Штефа (нім. Stäfa) — місто  в Швейцарії в кантоні Цюрих, округ Майлен.

## Географія
Місто розташоване на відстані близько 105 км на схід від Берна, 21 км на південний схід від Цюриха.
Штефа має площу 8,6 км², з яких на 38,8% дозволяється будівництво (житлове та будівництво доріг), 41,9% використовуються в сільськогосподарських цілях, 18,2% зайнято лісами, 1% не є продуктивними (річки, льодовики або гори).

## Демографія
2019 року в місті мешкало 14 718 осіб (+5,6% порівняно з 2010 роком), іноземців було 19,3%. Густота населення становила 1713 осіб/км².
За віковим діапазоном населення розподілялося таким чином: 18,9% — особи молодші 20 років, 58,1% — особи у віці 20—64 років, 23% — особи у віці 65 років та старші. Було 6655 помешкань (у середньому 2,2 особи в помешканні).
Із загальної кількості 6193 працюючих 79 було зайнятих в первинному секторі, 2467 — в обробній промисловості, 3647 — в галузі послуг.